# Absent
Pour plus de détails, voir Fiche technique et Distribution.
Absent (Ausente) est un mélodrame argentin écrit et réalisé par Marco Berger, sorti en France le 27 juillet 2011.

## Synopsis
Une relation ambiguë se noue entre un maître-nageur et l'un de ses élèves. L'histoire est racontée par Sebastián (Carlos Echevarría), le maître-nageur. Martin (Javier De Pietro) a seize ans et il est attiré par le maître-nageur qui tente de le maintenir à distance, tout en étant gentil avec lui. Légèrement blessé à un entraînement, Martin est amené par lui à l'hôpital, puis passe la nuit chez Sebastián...

## Fiche technique
- Titre original : Ausente
- Titre français : Absent
- Réalisation : Marco Berger
- Scénario : Marco Berger
- Production déléguée : Marco Berger, Mariana Contreras et Pablo Ingercher Casas
- Musique : Pedro Irusta
- Photographie : Tomas Perez Silva
- Montage : Marco Berger
- Décors : Tomás Pérez Silva
- Distribution en France : Bodega Films
- Pays de production :  Argentine
- Langue : espagnol
- Récompense : Teddy Award 2011
- Dates de sortie : 
  - Allemagne : 13 février 2011 (Berlinale)
  - Argentine : 11 août 2011
  - France : 27 juillet 2011

## Distribution
- Alejandro Barbero : Juan Pablo
- Antonella Costa : Mariana
- Javier De Pietro : Martín
- Carlos Echevarría : Sebastián
- Rocío Pavón : Analía

## Distinctions
2011 : Teddy Award du meilleur film.